# Gran Nord
Gran Nord es una serie de televisión de comedia emitida originalmente por el canal autonómico catalán TV3 desde el 7 de mayo de 2012 hasta el 22 de julio de 2013 durante 2 temporadas. Relata la vida de Anna Obach, una subinspectora de los Mozos de Escuadra que es destinada a la ficticia Gran Nord, un valle poco conocido de los Pirineos catalanes. La serie se estrenó el 7 de mayo de 2012 consiguiendo una cuota de pantalla del 24,3% y 752.000 espectadores. La primera temporada de la serie tuvo una media de 481.000 espectadores y un 16,1% de cuota de pantalla. El 29 de abril de 2013 se estrenó la segunda temporada en prime time. Debido a los bajos resultados de audiencia, TV3 decidió que la segunda temporada sería la última de la serie, que emitió su último capítulo el 22 de julio de 2013 con un 14,1% de cuota de pantalla y 374.000 espectadores.

## Sinopsis
Anna Obach (Aina Clotet) es una subinspectora de Mozos de Escuadra que, después de cometer un grave fallo durante una operación policial, es enviada por sus jefes a la ficticia localidad de Gran Nord, un valle en los Pirineos Catalanes. Anna se instala en una casa familiar del peculiar pueblo de Nord, donde sus habitantes están convencidos de que tienen una democracia absoluta, pues nunca han reconocido ninguna otra soberanía que no fuera la de sus habitantes.
Junto a su compañero de patrulla Pep (Roger Coma), Anna comenzará una vida totalmente diferente a la que tenía en la ciudad, teniendo que convivir con los habitantes de este particular pueblo.

## Personajes
| - Aina Clotet - Anna Obach - Roger Coma - Pep Solà - Nacho Fresneda - Ermengol Tarrés - Mercè Arànega - Rita Coll - Manel Barceló - Manolo Pla - Pep Cruz - Quico Pallars - Roger Casamajor - Joan Coll - Marta Romero - Frederica Roi - Marta Pérez - Margarida Tarrés | - Ramón Pujol - Sisquet Deulofeu - Xavier Lite - Sargent Rius - Aleix Albareda - Caporal Estadella - Ivana Miño - Tanja - Marta Angelat - Laura Pallars - Pepo Blasco - Tomeu - Xavier Ruano - Romeu - Eduard Muntada - Cullera - Aina Calpe - Lídia |

## Episodios

### Primera temporada
| N.º (serie) | N.º (temp.) | Título                    | Director                   | Fecha de estreno    |
| ----------- | ----------- | ------------------------- | -------------------------- | ------------------- |
| 1           | 1           | «Els grans canvis»        | Jesús Font                 | 7 de mayo de 2012   |
| 2           | 2           | «Cal cavaller»            | Jesús Font                 | 14 de mayo de 2012  |
| 3           | 3           | «Els beneits»             | Jesús Font                 | 21 de mayo de 2012  |
| 4           | 4           | «La línia»                | María Almagro              | 28 de mayo de 2012  |
| 5           | 5           | «La roba d'encantats»     | María Almagro              | 4 de junio de 2012  |
| 6           | 6           | «La cuita del sol»        | Jesús Font                 | 11 de junio de 2012 |
| 7           | 7           | «Els morts que caminen»   | Jesús Font                 | 18 de junio de 2012 |
| 8           | 8           | «La cigalera»             | María Almagro              | 25 de junio de 2012 |
| 9           | 9           | «El forat dels encantats» | María Almagro              | 2 de julio de 2012  |
| 10          | 10          | «La segona oportunitat»   | Jesús Font                 | 9 de julio de 2012  |
| 11          | 11          | «El riu de la vida»       | Jesús Font                 | 16 de julio de 2012 |
| 12          | 12          | «La Gran Victòria»        | Jesús Font                 | 23 de julio de 2012 |
| 13          | 13          | «Jacobus Dixit»           | Jesús Font y María Almagro | 30 de julio de 2012 |

### Segunda temporada
| N.º (serie) | N.º (temp.) | Título                       | Director                   | Fecha de estreno    |
| ----------- | ----------- | ---------------------------- | -------------------------- | ------------------- |
| 14          | 1           | «Retorn a Nord»              | Jesús Font                 | 29 de abril de 2013 |
| 15          | 2           | «El secret de la moixernera» | Jesús Font                 | 6 de mayo de 2013   |
| 16          | 3           | «Un formatge anomenat destí» | Jesús Font                 | 13 de mayo de 2013  |
| 17          | 4           | «El sentit de la vida»       | María Almagro              | 20 de mayo de 2013  |
| 18          | 5           | «Goodbye Danny!»             | María Almagro              | 27 de mayo de 2013  |
| 19          | 6           | «Un bon futur»               | María Almagro              | 3 de junio de 2013  |
| 20          | 7           | «No ho sap ningú»            | Jesús Font                 | 10 de junio de 2013 |
| 21          | 8           | «El dia de la bèstia»        | Jesús Font                 | 17 de junio de 2013 |
| 22          | 9           | «Energía per a no res»       | María Almagro              | 24 de junio de 2013 |
| 23          | 10          | «Els minairons»              | María Almagro              | 1 de julio de 2013  |
| 24          | 11          | «La prova»                   | Jesús Font                 | 8 de julio de 2013  |
| 25          | 12          | «La mort de Quico»           | María Almagro              | 15 de julio de 2013 |
| 26          | 13          | «El compromis»               | Jesús Font y María Almagro | 22 de julio de 2013 |